# Lucernaria australis
Lucernaria australis är en nässeldjursart som beskrevs av Ernst Vanhöffen 1908. Lucernaria australis ingår i släktet Lucernaria och familjen Lucernariidae.
Artens utbredningsområde är Södra Ishavet. Inga underarter finns listade i Catalogue of Life.